# Ethiopische hooglandhaas
De Ethiopische hooglandhaas (Lepus starcki)  is een zoogdier uit de familie van de hazen en konijnen (Leporidae). De wetenschappelijke naam van de soort werd voor het eerst geldig gepubliceerd door Petter in 1963.

## Voorkomen
De soort komt voor in Ethiopië.